# Провиденсиалес
Провиденсиалес (енгл. Теркс и Кејкос) је острво на северозападу острва Кајкос, део острва Туркс и Кајкос, британске прекоморске територије. Острво има површину од 98 km2 (38 sq mi) и по попису становништва из 2012. године од 23.769 становника. Провиденсијалес је највеће острво по броју становника, треће по површини и дом је велике већине становништва острва Туркс и Каикос. Провиденсијалес је 2011. ТрипАдвисор рангирао најбољу дестинацију за плажу на свету.

## Транспорт
Острво опслужује међународни аеродром Провиденсијалес. На острву нема јавног превоза. Још од 1964. године Провиденсијалес није имао ниједан аутомобил. Недостајали су и путеви, вода, телефони, струја. Првобитни програмер, Провидент Лтд, имао је шатл летове са Флориде (за програм куповине некретнина) два пута недељно авионом ДЦ-3 из Другог светског рата, а једини хотел је био Терд туртл Ин који су они изградили 1967. године.

## Економија
Након велике инвестиције Клуб Меда наизградњи плаже Грејс Беј, први велики хотелски и казино комплекс на острву отворен је 1984. године и подстакао је развојни процват. Одмаралишта су укључивала Ошн клаб, Тиркизни гребен (садашњих седам звездица), Норт Бич (сада Плаже) и Грејс Беј клаб. Од 2000. године, Прово је највише туристички оријентисано и најразвијеније од острва Туркс и Кејкос, са много одмаралишта и голф терена са 18 рупа. Острво је постало популарно међу пензионерима из целог света, што је изазвало бум стамбеног развоја. Грејс Беј је видео многе луксузне станове изграђене на његовим обалама, међутим, насеља Туркс острвљана и даље пружају локални изглед острву.[ци

## Градови
Главни пут, аутопут, иде у правцу исток-запад од центра града до Заветрине. Већина услуга на острву налази се у близини аутопута, укључујући трговачке центре. Заједнице Даунтаун и Кев Таун налазе се у близини међународног аеродрома Провиденциалес. Град Виленд се налази у северозападном углу острва.
Пре него што је Прово постао популарна туристичка дестинација, постојала су три мала центра становништва: Блу Хилс, Бигт (у заливу Грејс) и Фајв кајс. Сада су изграђене многе куће, претежно на истоку и југу, са већим заједницама у Ливарду, Лонг Беју и Чалк Саунду, као и проширење првобитна три насеља. Ту су и џепови импровизованих колиба распоређених међу луксузнијим резиденцијама.